# Saladino (nome)
Saladino  è un nome proprio di persona italiano maschile.

## Varianti in altre lingue
- Arabo: صلاح الدين (Salah ad-Din, Salah al-Din, Salah-ud-Din, Salahuddin)[3][4]
  - Arabo magrebino: Salaheddine
- Catalano: Saladí[5]
- Inglese: Saladin[3]
- Turco: Selahattin[3], Selâhattin[3]
- Spagnolo: Saladino[5]

## Origine e diffusione

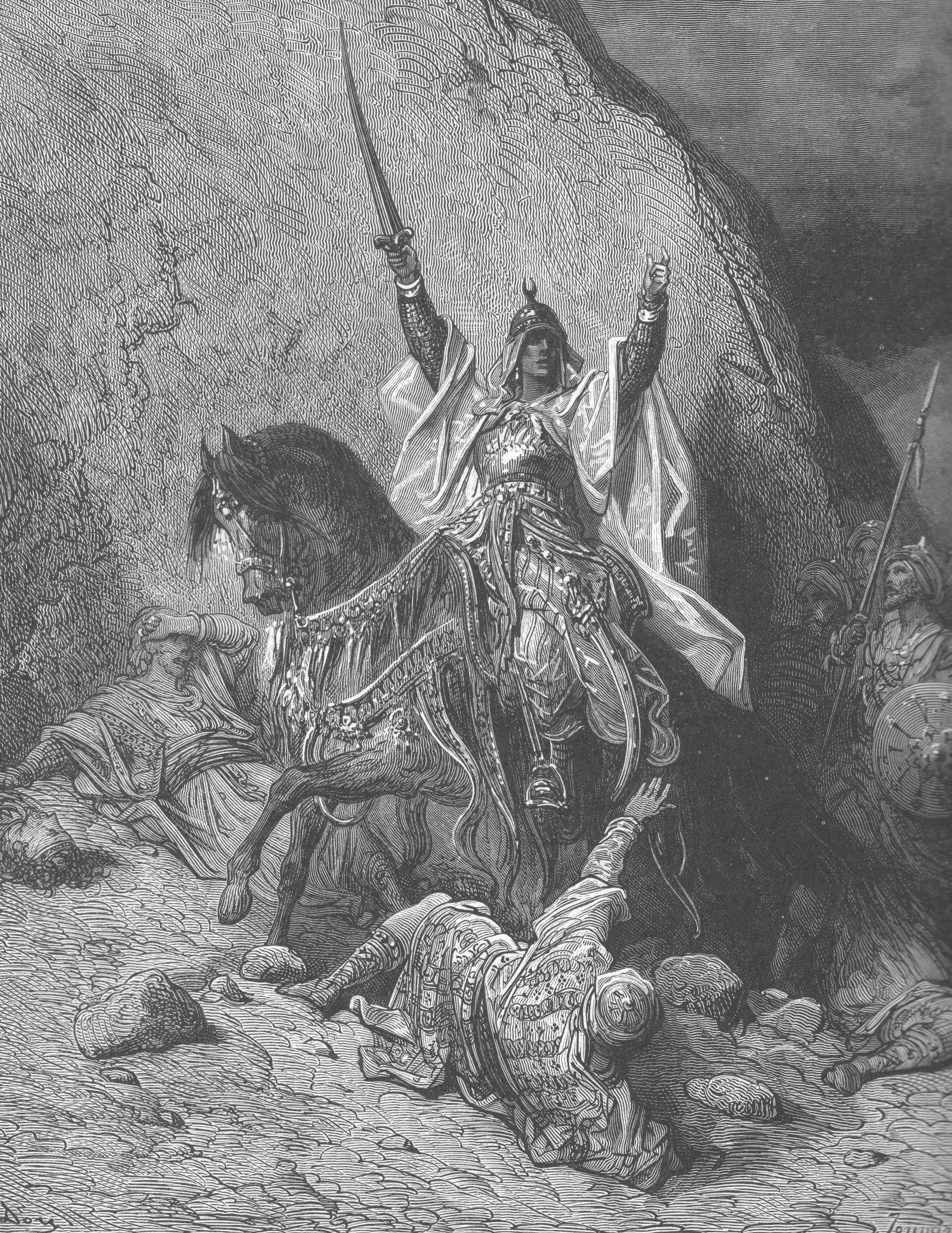
Saladino vittorioso, di Gustave Doré

Nome di valore storico, venne portato da Saladino, un grande condottiero curdo che divenne sultano d'Egitto, Siria, Yemen e Hijaz e fondò la dinastia degli Ayyubidi.
Nel suo caso si trattava di un titolo onorifico, poiché il suo vero nome era يوسف (Yusuf, cioè Giuseppe); il nome "Saladino", in arabo صلاح الدين (Salah ad-Din), è composto da  صلاح (salah, "rettitudine", "virtù", "onestà") e دين (din, "religione", "fede", presente anche nei nomi Aladino, Zayn ad-Din e Nur ad-Din), per un significato complessivo interpretabile come "rettitudine della fede", "giustizia della religione".
La figura di Saladino, dapprima detestata nell'Europa cristiana, venne in seguito rivalutata, tanto che anche Dante nella Divina Commedia lo colloca nel Limbo, fra gli spiriti che non sono in Paradiso solo perché non hanno conosciuto Cristo. L'uso del nome in Italia è così attestato già nel Medioevo, anche grazie all'ampia letteratura epica e novellistica, di stampo pure popolare, in cui figura il sultano; tra le altre cose, "il feroce Saladino" è uno dei personaggi nell'opera dei pupi, e nel 1935 fu protagonista di un popolarissimo concorso a premi lanciato dalla trasmissione radiofonica I quattro moschettieri, che potrebbe aver sostenuto l'uso del nome. Ad ogni modo la sua diffusione in Italia è scarsa, e negli anni 1970 se ne contavano soltanto cento occorrenze circa, di cui un terzo in Toscana.

## Persone
- Saladino Saladini Pilastri, politico italiano
- Saladino Saladini Pilastri, politico italiano, figlio del precedente

### Varianti
- Salahuddin di Selangor, sultano di Selangor
- Salahuddin Shah di Selangor, sultano di Selangor
- Salah al-Din al-Bitar, politico siriano
- Salah al-Din al-Sabbagh, militare iracheno
- Salaheddine Aqqal, calciatore marocchino
- Salaheddine Bassir, calciatore marocchino
- Selahattin Demirtaş, politico turco
- Selahattin Kılıçsallayan, lottatore turco
- Selâhattin Ülkümen, diplomatico turco